# Euspondylus guentheri
Espèce
Synonymes
- Ecpleopus guentheri O’Shaughnessy, 1881

Statut de conservation UICN

 LC  : Préoccupation mineure
Euspondylus guentheri est une espèce de sauriens de la famille des Gymnophthalmidae.

## Répartition
Cette espèce est endémique d'Équateur.
Sa présence au Pérou est incertaine.

## Étymologie
Cette espèce est nommée en l'honneur d'Albert Günther.

## Publication originale
- O'Shaughnessy, 1881 : An account of the collection of lizards made by Mr. Buckley in Ecuador, and now in the British Museum, with descritions of the new species. Proceedings of the Zoological Society of London, vol. 1881, p. 227-245 (texte intégral).